# Ghent (Minnesota)
Ghent es una ciudad ubicada en el condado de Lyon en el estado estadounidense de Minnesota. En el Censo de 2010 tenía una población de 370 habitantes y una densidad poblacional de 420,17 personas por km².

## Geografía
Ghent se encuentra ubicada en las coordenadas 44°30′41″N 95°53′34″O / 44.51139, -95.89278. Según la Oficina del Censo de los Estados Unidos, Ghent tiene una superficie total de 0.88 km², de la cual 0.88 km² corresponden a tierra firme y (0%) 0 km² es agua.

## Demografía
Según el censo de 2010, había 370 personas residiendo en Ghent. La densidad de población era de 420,17 hab./km². De los 370 habitantes, Ghent estaba compuesto por el 97.57% blancos, el 1.35% eran afroamericanos, el 0% eran amerindios, el 0.27% eran asiáticos, el 0% eran isleños del Pacífico, el 0% eran de otras razas y el 0.81% pertenecían a dos o más razas. Del total de la población el 0% eran hispanos o latinos de cualquier raza.